# Olivier Libaux
Olivier Libaux  est un producteur, auteur-compositeur et guitariste français, né le 5 mai 1964 à Boulogne-sur-Mer et mort le 28 septembre 2021, dans le 6e arrondissement de Paris. Fondateur du groupe Les Objets, il est également auteur de deux albums solo, cofondateur du projet Nouvelle Vague et auteur du projet Uncovered Queens Of The Stone Age.

## Biographie

### Les Objets
Après avoir joué dans plusieurs groupes, Olivier Libaux fonde Les Objets avec Jérôme Rousseaux en 1989. Ils publient deux albums, La Normalité en 1991 et Qui est Qui en 1994 chez Columbia Records/Sony Music. Les vidéo clips des titres La Normalité et Sarah sont réalisés par Michel Gondry.
Parallèlement aux Objets, Olivier Libaux entame une série de collaborations en tant que musicien et guitariste. Il accompagne des artistes tels Carla Bruni, Alex Gopher, Dominique Dalcan, Jean-François Coen, Helena Noguerra, Le tone, ou encore le groupe Prudence.

### Projets solo
En 2003, Olivier Libaux sort son premier album solo, un projet de comédie musicale intitulé L'Héroïne au bain, avec les voix de Helena Noguerra, Philippe Katerine, Lio, Doriand, Ludovic Triaire, Dominique Dalcan et Michael von der Heide. L'album obtient un succès critique, un article de la revue Cahiers du cinéma souligne sa « cinégénie »[réf. nécessaire], mais est un échec sur le plan commercial.
Son 2e album, Imbécile, est édité en 2007 par Discograph. Les chansons de ce « disque scénarisé » racontent l'histoire de quatre personnages, réunis autour d'un dîner. Ils sont interprétés par Philippe Katerine, Helena Noguerra, J. P. Nataf et Barbara Carlotti. Sur scène, Katerine et Noguerra sont remplacés par Bertrand Belin et Armelle Pioline du groupe Holden. Le spectacle musical tiré du disque, mis en scène par Olivier Martinaud au Café de la Danse, mêle concert et théâtre,. L'album obtient un succès critique et commercial, notamment le titre Le Petit succès interprété par Barbara Carlotti.

### Nouvelle Vague
En 2004, Olivier Libaux crée le projet Nouvelle Vague avec Marc Collin. Ils reprennent des titres issus de l'époque punk-new wave, mais réarrangées façon bossa nova. Les chansons sont interprétées par de jeunes chanteuses dont la plupart ne connaissent pas les versions originales,. Leur premier album, intitulé Nouvelle Vague, est édité par Peacefrog et se vend à 500 000 exemplaires dans le monde et permet au groupe d'effectuer des tournées internationales,. Le public de Nouvelle Vague est composé de nostalgiques de la période new wave et de jeunes gens qui découvrent les chansons.

### Uncovered Queens Of The Stone Age
En 2011, Olivier Libaux demande à Joshua Homme (Queens of the Stone Age) l'autorisation d'adapter sur un album concept une douzaine de titres du groupe Queens Of The Stone Age, en les réarrangeant et en les faisant interpréter par des chanteuses renommées. Joshua Homme lui répond « C'est une idée fantastique. Enregistre ton album et envoie-m'en une copie quand tu as fini ».
Olivier Libaux entreprend alors la production de l'album Uncovered Queens Of The Stone Age, interprété par Emiliana Torrini, Alela Diane, Skye Edwards (Morcheeba), Ambrosia Parsley (Shivaree), Inara George, Clare And The Reasons, Susan Dillane (Woodbine, Death In Vegas), Katharine Whalen (Squirrel Nut Zippers), Youn Sun Nah, Gaby Moreno et Rosemary Standley (Moriarty).
L'album est publié sur le label d'Olivier Libaux « Music For Music Lovers » en juillet 2013, et est chaleureusement accueilli par Joshua Homme, Queens Of The Stone Age et de nombreux fans du groupe américain,.

## Style musical et influences
Les Objets, le groupe formé par Olivier Libaux et Jérôme Rousseaux, est influencé par l'indie pop britannique, notamment des groupes comme The Smiths et The Monochrome Set, bien que le duo chante en français,. 
Olivier Libaux définit son album Imbécile, sorti en 2007, comme « une sorte d'adieu à la pop anglaise ».

## Discographie

### Albums

#### Les Objets
- 1991 : La Normalité (Columbia/Sony Music)
- 1994 : Qui est qui (Columbia/Sony Music)
- 2016 : L'intègrale (Sony Music)

#### Olivier Libaux
- 2003 : L'Héroïne au bain (Naïve Records)
- 2007 : Imbécile (Discograph)
- 2013 : Uncovered Queens Of The Stone Age (Music For Music Lovers)
- 2016 : La Guitare Dans La Vitrine (Actes Sud Junior)

#### Nouvelle Vague
- 2004 : Nouvelle Vague (Peacefrog)
- 2006 : Bande à part
- 2009 : 3
- 2010 : Couleurs sur Paris
- 2011 : The Singers
- 2016 : I Could Be Happy  (Kwaidan Records)
- 2019 : Rarities (Kwaidan Records)
- 2019 : Curiosities (Kwaidan Records)